# 艾莉婭·歐多琪亞
艾莉婭·歐多琪亞（/ˈiːliə juːˈdoʊʃə ɔːˈɡʌstə/；约400年—460年10月20日），也稱為聖歐多琪亞，本名雅典娜伊斯，是一位東羅馬帝國皇后，帝國皇帝狄奥多西二世的妻子。她是一位雅典哲學家的女兒。在與丈夫疏遠及分居後，她永久定居在耶路撒冷，在那裡她為當地居民提供支持。

## 早年生活
艾莉亞·歐多琪亞出生於雅典，本名雅典娜伊斯（Athenaïs）。6世紀的編年史家約翰·馬拉拉斯將她描述為希臘人。她的特定出生年份不詳，但通常認為是約400年或約401年，因為人們認為她出生於401年左右，與皇帝狄奧多西二世同年。據說她有異教徒背景，根據與她同時代的教會歷史學家索克拉蒂斯的說法，她在嫁給狄奧多西前不久受洗。她的父親是一位名叫萊昂提烏斯（Leontius）的雅典智辩家，在雅典學院教授修辭學，來自地中海各地的人們都來這裡授課或學習。歐多西亞的本名雅典娜伊斯是個異教名字，或許源自於她父母對阿提卡文化的虔誠，又或許是為了紀念這座城市的守護神－雅典娜女神。 她有兩個兄弟，格西烏斯（Gessius）和瓦萊里烏斯（Valerius），他們後來在宮廷中得到了姐姐和姐夫的尊崇。歐多琪亞的母親去世後，她的父親負責她的教育，後來她師從學者希佩雷基奧斯（基督教的沙漠教父之一）和奧里翁（Orion）。
約翰·馬拉拉斯保留了一個故事：她父親去世後，將所有財產留給了她的兄弟們，遺囑中只給她留了100枚硬幣，並說「她的命運對她來說已經足夠了，她將成為所有女人中最偉大的。雅典娜伊斯曾是她父親的知己，她期望的遠不止硬幣。她懇求兄弟們給她平等的份額，但他們拒絕了。父親過世後不久，雅典娜伊斯就去和她的姑姑住在一起。姑姑建議她去君士坦丁堡“向皇帝尋求公正”，並相信她能得到父親應得的財富。
歷史學家肯尼斯·霍勒姆（Kenneth Holum）進一步提出，她的父親萊昂提烏斯是安提阿人，而不是雅典人。他以歷史學家底比斯的奧林匹奧多羅斯的殘篇為依據，奧林匹奧多羅斯寫道，他曾試圖為一個名叫萊昂提烏斯的人爭取一份公共教學工作，但萊昂提烏斯不願接受。霍勒姆推測這位萊昂提烏斯是歐多琪亞的父親，並推測他「不願意」接受這份工作是因為一種羞辱性的入會儀式，這種儀式只會降臨到新來者，「尤其是外國人」。 然而殘篇指出，這種入會儀式是每個志在成為智辩家的人的必需品，無論其身份是外國人還是其他身份。霍勒姆認為，歐多琪亞的名字可能源自於偉大的城市雅典，但她可能出生在安提阿。一些學者對此說法表示懷疑，因為歐多琪亞在5世紀20年代的建設活動主要集中在雅典而非安提阿。古典學家艾倫·卡麥隆寫道：「毫無疑問，歐多琪亞出生在雅典。」

## 皇后

### 婚姻

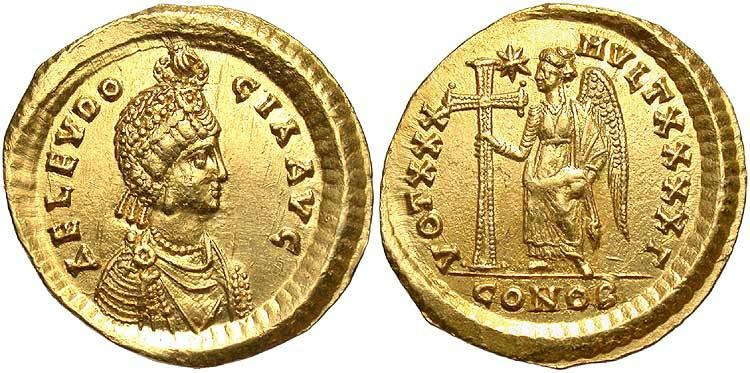
刻有歐多琪亞的索利都斯金幣

傳說狄奧多西20歲時想要結婚。他與姐姐普爾喀麗亞商量，普爾喀麗亞便開始為她弟弟尋找一位合適的女子，要求其擁有「貴族或皇室血統」。狄奧多西的兒時好友保羅努斯也幫他找。皇帝的相親之旅始於雅典娜伊斯抵達首都君士坦丁堡之時。普爾喀麗亞聽說過這位名下只有100枚硬幣的年輕女子，當她見到她時，「被她的美貌以及她表達不滿時的智慧和老練所震驚」。雅典娜伊斯的姑姑們向普爾喀麗亞保證，她是處女（普爾喀麗亞曾誓言終身處女），而且受過良好的教育。普爾喀麗亞向她的弟弟報告說，她「找到了一個年輕的希臘少女，非常美麗、純潔優雅，而且能言善辯，是一位哲學家的女兒」。年輕的狄奧多西滿懷渴望，立刻愛上了她。
雅典娜伊斯從小信奉異教，嫁給狄奧多西二世後皈依基督教，改名為「歐多琪亞」。他們於421年6月7日結婚，有「報道稱狄奧多西在競技場舉行了戰車比賽來慶祝他的婚禮」。她的兄弟們在父親去世後曾拒絕接納她，他們得知她成為皇后後會受到懲罰，於是逃走了。歐多琪亞反而把他們召到君士坦丁堡，狄奧多西二世也獎賞了他們。皇帝任命格西烏斯為伊利里亚大区的總督，瓦萊里烏斯為宮廷事務長官。格西烏斯和瓦萊裡烏斯都得到了獎勵，因為歐多琪亞認為他們對她的不滿是她命運的一部分。狄奧多西也授予他最好的朋友保羅努斯宮廷事務長官的頭銜，因為他幫助他找到了妻子。
這個白手起家的故事雖然自稱真實，並被歷史學家所接受，但由於對這段戀情的描述細節，人們不禁懷疑故事可能存在曲解。這個故事的最早版本出現在歐多琪亞去世一個多世紀後，約翰·馬拉拉斯的《世界編年史》中，馬拉拉斯說：「這位作家並不總是區分真實的歷史和融入民間故事主題的大眾記憶。」事實是，根據同時代歷史學家索克拉蒂斯和普利斯庫斯他們並沒有提及普爾喀麗亞為她弟弟做媒的角色。歷史學家索佐门和狄奧多勒在各自的歷史著作中沒有收錄歐多琪亞，或許是因為他們寫作的時間是在443年後，那時歐多西婭已經聲名狼藉。
歐多西亞也在君士坦丁堡建造了最初的聖波利尤克圖斯教堂，她的曾孫女安妮西亞·朱莉安娜在6世紀對其進行了大規模的擴建和裝飾。

### 子女

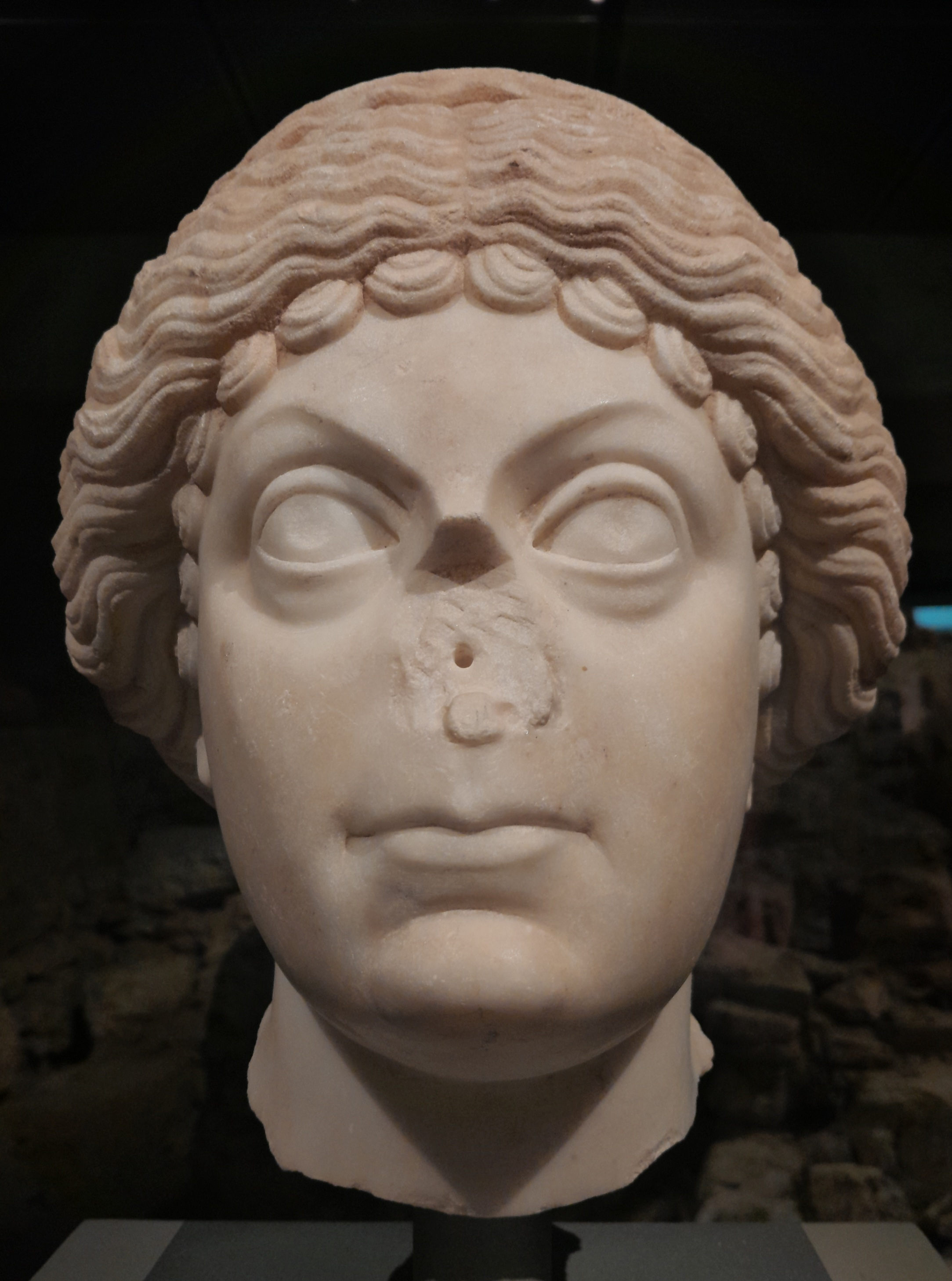
雅典衛城博物館中的皇后肖像，很可能是歐多琪亞。

歐多琪亞與狄奧多西二世育有兩個或三個孩子。利西尼亞·歐多西亞生於422年，是長女。利西尼亞·歐多西亞自出生起就與她的表兄西羅馬帝國皇帝瓦倫提尼安三世訂婚，並於437年10月29日結婚。第二個孩子弗拉西拉於431年去世。如果阿卡狄烏斯真的存在，他可能是唯一的兒子，並且在嬰兒時期就夭折了。在生下第一個孩子僅一年後，歐多琪亞於423年1月2日被丈夫冊封為奧古斯塔。
歐多西亞也是伊比利亞王國王子納巴爾努喬斯的監護人，納巴努吉烏斯被送往東羅馬宮廷作為人質。納巴努吉烏斯，即後來的伊比利亞人彼得，後來決定成為苦行僧，並與他的朋友太監約翰逃往耶路撒冷。

### 耶路撒冷朝聖（438年–439年）
被封為奧古斯塔後，她與大姑姐普爾喀麗亞的關係惡化。歐多琪亞嫉妒普爾喀裡亞在宮廷中的權勢，而普爾喀麗亞也嫉妒歐多琪亞可以從她那裡攫取的權力。她們的關係在宮廷中營造了一種“虔誠的氛圍”，這或許解釋了歐多西婭為何於438年前往聖地。歐多琪亞於438年前往耶路撒冷朝聖，並帶回聖物證明她的信仰。她與丈夫的關係惡化，在歐多琪亞的好友、來自東方管區巴勒斯坦地區的富有寡婦小梅蘭妮亞的極力懇求下，狄奧多西皇帝終於允許她前往。

### 訪問安提阿（438年）
438年春，歐多琪亞前往耶路撒冷朝聖，途中在安提阿停留。逗留期間，她以希臘風格（即用荷馬六步格步詩寫成的頌詞）向該城元老院發表演講，並撥款修繕城內建築。她非常在意自己的希臘血統，這在她對安提阿市民的著名演講中就有所體現。演講中，她引用了荷馬的一句名言：「ὑμετέρης γενεής τε καὶ αἵματος εὔχομαι εἶναι」（「我擁有你們的血統和血脈」）。學者埃瓦格里烏斯·斯科拉斯蒂庫斯記錄了此事，他將此解釋為對安提阿首批殖民者之一的雅典人的頌揚。歐多琪亞最後這番話贏得了聽眾的熱烈掌聲，安提阿市民紛紛慶祝歐多琪亞皇后的基督教希臘化精神，並在元老院為她豎立了一座金像，在博物館為她豎立了一座銅像以示紀念。
歐多琪亞說服丈夫「擴建安提阿的城牆，將一大片城郊納入其中」。此外，在丈夫統治期間，她也影響了國家對異教徒和猶太人的政策，並利用自己強大的影響力保護他們免受迫害。歐多琪亞也提倡君士坦丁堡教育的「重組與擴展」。歐多琪亞從小接受的是傳統古典的智辩家教育，但她的目標是將古典異教教育與基督教融合。這是她利用皇后權力來尊重教師和教育的方式，而教育對她來說在她生命中非常重要。

### 流放

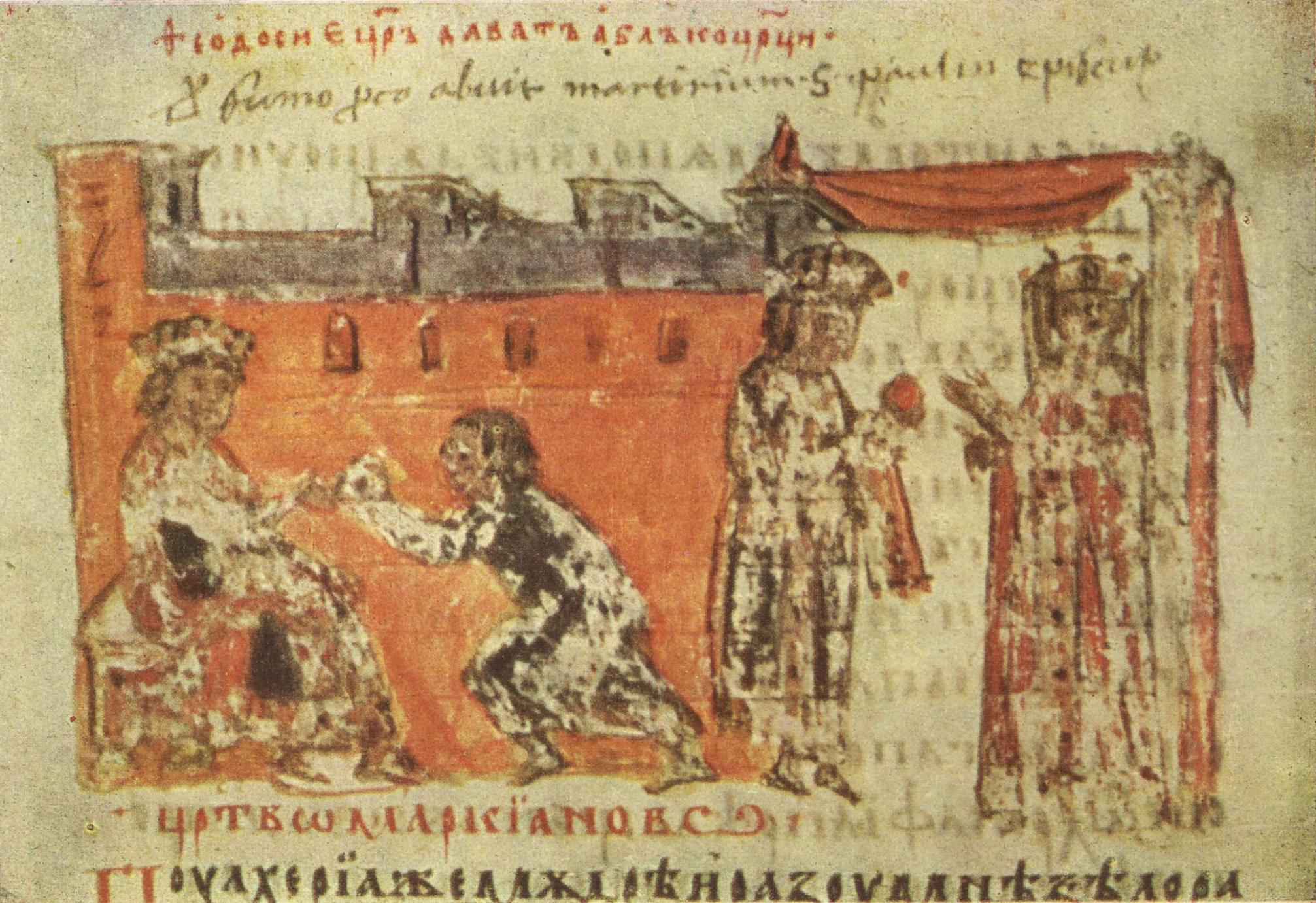
狄奧多西（左）收到蘋果並詢問歐多琪亞有關此事的情況。場景出自12世紀的《瑪納塞斯編年史》。

據稱，她從耶路撒冷返回後，由於普爾喀麗亞的嫉妒以及被懷疑與狄奧多西的朋友宮廷事務官長保羅努斯有染，她的地位受到了削弱。
大約在443年，歐多琪亞離開了皇宮，原因尚不完全清楚。有傳言稱，歐多琪亞晚年因通姦而被逐出宮廷。狄奧多西懷疑她與他兒時的老朋友兼宮廷事務官長保羅努斯有染。 根據約翰·馬拉拉斯對這個故事的描述：有一天，皇帝在去教堂的路上，一名男子送給皇帝一個「大得無可誇張的蘋果」。皇帝用150索利都斯（錢幣）感謝了這名男子，並立即將蘋果作為禮物送給了他的妻子。歐多琪亞決定將蘋果送給宮廷事務長官兼皇帝的朋友保羅努斯。保羅努斯不知道歐多琪亞從哪裏得到這顆蘋果，以為只有皇帝才配享用，便把它給了皇帝。狄奧多西對此心生疑慮，便問歐多琪亞如何處理這顆蘋果。她回答說：「我吃了它。」狄奧多西隨即要求她發誓，歐多琪亞照做了。隨後，狄奧多西將這顆巨大的蘋果遞給了她。皇帝勃然大怒，懷疑歐多琪亞和保羅努斯之間有染；他處死了自己的朋友保羅努斯，歐多琪亞深感尷尬，自願流放至耶路撒冷。
另一方面，六世紀編年史家馬塞利努斯·科姆斯的版本暗示了狄奧多西和歐多琪亞之間互相傷害：在狄奧多西的命令下，禁衛軍統領薩圖爾尼努斯殺死了皇后的兩名盟友，而皇后為了報復，又暗殺了薩圖爾尼努斯。狄奧多西隨後剝奪了歐多琪亞的宮廷侍從，迫使她離開了宮殿。 無論她離開的原因是什麼，她仍然保留了財富和奧古斯塔的頭銜。

### 在耶路撒冷（443年-460年）
歐多琪亞約於443年返回耶路撒冷，並在那裡度過了人生的最後時光。在耶路撒冷，她專注於寫作。儘管如此，她仍然保持著巨大的影響力。她還與她以前的伊比利亞人彼得以及著名的苦行僧小梅蘭妮亞重新建立了關係。460年10月20日，她以東正教信徒的身份在耶路撒冷去世（這是利奧一世在位的第三年，她比狄奧多西二世、普爾喀麗亞和下一任皇帝馬爾西安活得更久），並將自己晚年的事業奉獻給了文學創作。 她被葬於耶路撒冷的聖司提反教堂，這是她親自在耶路撒冷建造的教堂之一； 如今，現代的聖司提反大教堂就矗立於此。皇后再也沒有回到君士坦丁堡的宮廷，但「她保持了帝國的尊嚴，並投入了大量的靈性活動」。

## 文學創作
歐多琪亞是一位多產的詩人：雖然她的大部分作品已失傳，但其中近3500行得以流傳，這對於當時的女性詩人來說尤其非凡。她的文學風格體現了當時的釋義傳統，也體現了她深厚的智者學識。她以基督教為主題創作了六步格史詩。她現存的作品包括《聖塞浦路斯殉道記》（一首關於哈馬特加德浴場的詩歌銘文）以及她的《荷馬集》。後者是她最著名、研究最多的詩歌，馬克·D·厄舍和布賴恩·索爾斯等學者對其進行了分析。與她作為皇后的歷史角色相比，歐多琪亞的詩歌受到的學術關注有限，儘管近年來學術界對此的關注度有所提升。
9世紀君士坦丁堡牧首佛提烏為她的一些已佚詩歌提供了關鍵證據。在他所編纂的歐多琪亞詩歌目錄中，他提到了她將《八經》的八卷書意譯成六步格史詩，以及用相同格律意譯了兩本先知書——《撒迦利亞書》和《但以理書》。佛提烏稱讚她的作品品質非凡。